# Scherlenheim
Scherlenheim – miejscowość i gmina we Francji, w regionie Grand Est, w departamencie Dolny Ren.
Według danych na rok 1990 gminę zamieszkiwało 108 osób, a gęstość zaludnienia wynosiła 47 osób/km² (wśród 903 gmin Alzacji Scherlenheim plasuje się na 703. miejscu pod względem liczby ludności, natomiast pod względem powierzchni na miejscu 656.).